# Unterried (Kempten)
Unterried ist ein Ortsteil sowie eine Einöde der kreisfreien Stadt Kempten (Allgäu).
Das Einzelgehöft gehörte zur Hauptmannschaft Mariaberg. Bei der Gemeindebildung 1818 wurde Unterried der Ruralgemeinde Sankt Lorenz zugeschlagen, wurde aber zum 24. April 1934 mit einigen benachbarten Siedlungen aus Sankt Lorenz aus- und in die Stadt Kempten eingegliedert und gehört in der Folge auch zur Gemarkung Kempten.
1380 hat ein Hof im Ried ein Triebrecht im Stadtallmey. Zudem gab es verschiedene Bezeichnungen, die die Lage gekennzeichnet haben: Knieboß am Ried (1490), im Undern Ried am Knieboß (1517).
1447 wird eine Brunnenleitung im Ried erwähnt, 1496 eine im Untern Ried.

## Benachbarte Ortschaften
- Oberried
- Johannisried